# Jozef Oktávec
Jozef Oktávec, též Jozef Oktavec (18. prosince 1887 Dolné Hamre – ???), byl slovenský a československý politik a poslanec Národního shromáždění za Československou sociálně demokratickou stranu dělnickou.

## Biografie
Podle údajů k roku 1920 byl profesí rytcem kovů v Dolných Hamrech.
V letech 1918–1920 zasedal v Revolučním národním shromáždění. Po parlamentních volbách v roce 1920 se stal poslancem Národního shromáždění. Byl členem výkonného výboru sociálně demokratické strany.